# نرما
نُرما (ایتالیایی: Norma؛ ایتالیایی: [ˈnɔrma]) یک موسیقی تراژیک یا اپرای دو پرده‌ای اثرِ وینچنتزو بلینی است که اشعارش توسط ادیب و شاعر برجستهٔ ایتالیایی فلیچه رمانی بر پایهٔ یکی از سروده‌های شاعر فرانسوی الکساندر سومه به نام «نرما، یا کودک‌کشی» نگاشته شده‌است.
این اپرا نخستین بار در ۲۶ دسامبر ۱۸۳۱ میلادی، در تالار لا اسکالا در میلان به روی صحنه رفت و یکی از نمونه‌های عالی بل کانتو محسوب می‌شود و خوانندهٔ سوپرانویی که آریای «کاستا دیوا» را در پردهٔ اول اپرا ایفا می‌کند، همواره مورد توجه و تحسین است.
در سال‌های پس از جنگ جهانی، برخی از مشهورترین خوانندگان و ایفاکنندگان این نقش عبارت بودند از ماریا کالاس، جوان ساترلند، مونتسرات کابایه و چچیلیا بارتولی.

## نقش‌ها
| نقش                                            | جنس صدا                                               | نخستین اجراکننده، ۲۶ دسامبر ۱۸۳۱ (رهبر ارکستر: الساندرو رولا) |
| ---------------------------------------------- | ----------------------------------------------------- | ------------------------------------------------------------- |
| نُرما، دخترِ اورو وِزو، راهبهٔ اعظم دروید‌ها        | سوپرانو                                               | جودیتا پاستا                                                  |
| آدالجیزا، بانوی کشیش در باغ مجسمه‌های ایرمینزول | سوپرانو                                               | جولیا گریزی                                                   |
| پولیونه، فرماندار مستشار رومی در گل            | تنور                                                  | دومنیکو دونزلی                                                |
| اورو وِزو، پدر نُرما؛ سرکردهٔ دروید‌ها             | باس                                                   | وینچنتزو نگرینی                                               |
| کلوتیلده، دوستِ نُرما                            | سوپرانو (امروزه اغلب توسط یک متزو-سوپرانو اجرا می‌شود) | ماریه‌تا ساکی                                                  |
| فلاویو، مُصاحب و همدمِ پولیونه                   | تنور                                                  | لورنتزو لومباردی                                              |